# Kontaktlinse
 Der er for få eller ingen kildehenvisninger i denne artikel, hvilket er et problem. Du kan hjælpe ved at angive troværdige kilder til de påstande, som fremføres i artiklen.

En kontaktlinse er en lille linse af et polymermateriale som kan benyttes i stedet for briller. Kontaktlinsen er i kontakt med øjet og dækker øjets iris og pupil.
Bløde kontaktlinser indeholder en stor del vand, som giver linserne sine bløde egenskaber, så de ikke generer øjet og bidrager til at holde øjet fugtigt.
Visse fabrikanter fremstiller "bifokale" linser med flere styrker forenet i en linse. Deres praktiske egenskaber er dog ikke overbevisende, og de har ikke opnået stor udbredelse.

## Kontaktlinsetyper
Der findes en del forskellige typer af kontaktlinser på markedet. De forskellige kontaktlinse typer er udviklet til forskellige behov. De mest udbredte kontaktlinsetyper er:
- 1-dagslinser (Disse linser anvendes en dag og smides så ud)
- Månedslinser (Disse linser tages ud hver aften og lægges i rensevæske. De holder til brug i ca. 30 dage)
- Døgnlinser (Linsen du kan sove med og hvor det er muligt at beholde dem på om natten i kortere eller længere perioder i op til 30 dage)
- Linser til bygningsfejl (Linsetyper til linsebrugere med bygningfejl)
- Flerstyrkelinser (Linsen med indbygget læsefelt, der gør det muligt at se tydeligt på alle afstande – også læseafstand)
- Ortho-K Linser (Orthokeratolog Linser, korrigerer midlertidigt for nærsynethed og bygningsfejl, således at de er et alternativ til en laseroperation. Man sover typisk med linserne om natten og er linse og brillefri om dagen. Linserne er hårde og holder i op til et år. Proceduren er stort set som ved månedslinser, bortset fra at de anvendes om natten og tages ud om morgenen. Man kan fra første dag se med linserne som normale kontaktlinser, men da de er hårde kræver det meget tilpasning for at øjet ikke bliver irriteret, og målgruppen er netop folk som helst helst vil slippe for linser. Kan ikke korrigere for evt. langsynethed. Virkningen aftager langsomt og er meget individuel. Nogle kan efter nogen tid med natbrug nøjes med at bære linserne få timer om ugen, imens andre konsekvent skal sove med dem hver nat og vil opleve en aftagende effekt tæt på sengetid. Der er ved studier påvist at de også har en vis effekt for at bremse yderligere nærsynethed. Således havde voksne som havde anvendt dem siden de var teenagere, kun den halve styrke sammenlignet med deres forældre)

## Problemer
Kontaktlinser kan give linsebæreren forskellige problemer. Et af de hyppigste problemer er, når kontaktlinsen sidder fast i øjet på personen. Dette kan skyldes mange forskellige årsager, men der er dog nogle specielle mønstre i folks kontaktlinsebrug, der fortæller hvordan en kontaktlinse kan sidde fast i øjet.
Der er blandt andet tale om at en kontaktlinse tørrer ud, men det kan altså både skyldes dine øjne, men også selve mærket og kvaliteten på kontaktlinsen. Sover linsebæreren med kontaktlinsen på, så kan den også sidde fast i øjet. De fleste optikere og øjenlæger anbefaler at man afhjælper problemet med øjendråber.

## Farvede kontaktlinser
Kontaktlinser kan også tjene det formål at få en person til at fremstå med en anden øjenfarve. Disse kontaktlinser har som oftest ingen styrke, men er farvede linser, og fungere derfor som en slags make-up eller maske på selve iris af øjet. Anvendelsesmulighederne kan f.eks. være film, teater, eller anden udklædning hvor en persons øjenfarve ønskes at fremstå anderledes. Resultatet er meget overbevisende, og man har da også set gerningsmænd har anvendt farvede kontaktlinser for at forsøge at sløre deres identitet..
Visse farvede kontaktlinser har en ekstrem effekt som kan virke skræmmende eller morsom, eksempelvis at farve hele irs af øjet hvidt, blodrødt, imitation af dyreøjne eller indeholde en tegning såsom eksempelvis en smiley.